# Gordania minima
Gordania minima är en kräftdjursart som först beskrevs av Knud Hensch Stephensen 1925.  Gordania minima ingår i släktet Gordania och familjen Stegocephalidae. Inga underarter finns listade i Catalogue of Life.